# راشيل جاكسون
راشيل جاكسون (بالإنجليزية: Rachel Jackson) (و. 1767 – 1828 م) هي سياسية من الولايات المتحدة الأمريكية ولدت في مقاطعة هاليفاكس.